# Вано (язык)
Вано (Waano, Wano) — папуасский язык, на котором говорят на центральной территории нагорий, на территориях верхнего бассейна реки Роуффаэр севернее языка дамал, северо-западнее языка дем, южнее языков дувле, кирикири, лау, восточнее языка мони и западнее языка западный дани в провинции Папуа в Индонезии.
Вано имеет диалекты: восточный, западный и центральный.

## Фонология
Согласные в вано:
|               | Губные | Губные | Альв. | Альв. | Палат. | Велярные | Глотт. |
| ------------- | ------ | ------ | ----- | ----- | ------ | -------- | ------ |
| Носовые       | [m]    | [m]    | [n]   | [n]   |        |          |        |
| Взрывные      | [p]    | [b]    | [t]   | [d]   |        | [k]      | [ʔ]    |
| Фрикативные   | [β]    | [β]    |       |       |        |          |        |
| Аппроксиманты |        |        |       |       | [j]    | [w]      |        |

Гласные в вано:
|         | Передние | Задние |
| ------- | -------- | ------ |
| Верхние | [i]      | [u]    |
| Средние | [ɛ]      | [ɔ]    |
| Нижние  | [a]      | [a]    |

В вано также есть семь дифтонгов: /i̯a/, /ɛi̯/, /ai̯/, /au̯/, /ɔi̯/, /ɔu̯/ и /ui̯/.

### Аллофоны
Звонкие взрывные согласные [p] и [b] превращаются в имплозивные, когда находятся в начале слова или в интервокальной позиции (между гласными).
Если перед [p] стоит носовой согласный, то звук становится преназализованным [ᵐb]. Аналогично, [t] и [k] становятся [ⁿd] и [ᵑɡ] соответственно.
Звуки [p], [k], [ɡ] и [ᵑɡ] лабиализируются в позиции перед полугласным [w]. К примеру [ɡ] становится [ɣʷ].
Консонантные кластеры [tj] и [dj] становятся палатальными фрикативными [ç] и [ʝ] соответственно.